# Dampierre-le-Château
Dampierre-le-Château ist eine französische Gemeinde mit 117 Einwohnern (Stand 1. Januar 2022) im Département Marne in der Region Grand Est. Sie gehört zum Arrondissement Châlons-en-Champagne und zum Kanton Argonne Suippe et Vesle. Sie wird vom Flüsschen Yèvre durchquert.

## Geschichte
Dampierre-le-Château, früher Dampierre-en-Astenois genannt, war der Sitz der Grafen von Dampierre, die auch die Grafschaft Toul besaßen.

## Bevölkerungsentwicklung
| Jahr      | 1962 | 1968 | 1975 | 1982 | 1990 | 1999 | 2008 | 2018 |
| Einwohner | 162  | 119  | 119  | 103  | 96   | 116  | 102  | 109  |